# La Partie de Wint
La Partie de Wint est une nouvelle d'Anton Tchekhov, parue en 1884.

## Historique
La Partie de Wint est initialement publiée dans la revue russe Les Éclats en 1884, signée Antocha Tchékhonté. Aussi traduite en français sous le titre Vint. Seconde publication dans Les Contes bariolés du 12 octobre 1891. 

## Résumé
De retour du théâtre, Andreï Péressoline, conseiller d’état actuel dans la Table des rangs, voit de la lumière dans l’immeuble où il travaille. Il s’approche doucement et voit quatre subordonnés jouer aux cartes. Il tend l'oreille, mais ne comprend pas ce jeu : au lieu de cartes, on parle de personnages de l’administration, de hauts fonctionnaires et même de sa femme ; au lieu de couleurs, on parle de gouvernement, de banques de Russie.
Péressoline se dévoile. Les quatre joueurs, passé le moment de panique, lui expliquent les règles du jeu et Péressoline, intéressé, s’assoit et joue avec eux.
Le lendemain matin, à sept heures, le concierge voit les cinq hommes jouer aux cartes. Péressoline le congédie et continue la partie.

## Édition française
- La Partie de Wint, traduit par Madeleine Durand et André Radiguet (révisé par Lily Denis), in Œuvres I, Paris, Éditions Gallimard, coll. « Bibliothèque de la Pléiade » no 197, 1968  (ISBN 978-2-07-0105-49-6).